# Ордината

Координатні осі

Ордината — одна з координат точки в декартовій системі координат. На (х, у)-графіку відповідає осі у, тоді як х відповідає абсцисі точки. Наприклад, точка з координатами (6, 3) має ординату 3.
Термін «ордината» походить від лат.ordinatus — «впорядкований». Поняття «ордината» вперше введено Ґотфрідом Лейбніцем.